# 葉九金
葉九金（1545年—？），字廷相，號荆坡，福建興化府莆田縣人，明朝政治人物。

## 生平
嘉靖四十年（1561年）辛酉科福建鄉試第八名。隆慶二年（1568年）戊辰科二甲第十五名進士。授均州知州，历官工部营缮司郎中，萬曆四年（1576年）八月升江西佥事。

## 家族
曾祖父葉忠，贈工部主事 加贈布政司右參政；祖父葉珩，布政司左布政使；父葉士需，母林氏。慈侍下。弟九節、九幖、九苞。